# 新長田駅前ビル
新長田駅前ビル（しんながたえきまえビル）は、兵庫県神戸市長田区にある超高層ビルである。

## 概要
新長田駅のすぐ南西に位置しており、1977年、神戸市西部副都心計画の核として、旧・住宅都市整備公団（現・都市再生機構）の一般市街地住宅方式により建設された。商業施設、市民ホール、住宅を兼ねる地下3階、地上25階建ての高層多目的ビルであり、商業施設部分はジョイプラザとして神戸すまいまちづくり公社が管理運営を行っていた。
阪神・淡路大震災において、周辺建物が多大な被害を受ける中でも大きな損害を受けず、復興のメルクマールとなった。
2013年1月末、ジョイプラザの核テナントである大丸新長田店が、売上が低迷し、今後も業績の回復が見込めないとして閉店した。閉店後、東急不動産が後継事業者、核テナントに西友が出店する事が決まり、同年9月20日に東急プラザ 新長田として開業している（西友は7月27日先行開業）。

## 主なテナント
- 東急プラザ新長田（地下1階～地上2階）
  - 西友新長田店（地下1階）[6]
- ワークセンターわかまつ（3階）
- 新長田勤労市民センター（4階）
- 展望日本料理店高くら（25階）- 2018年5月31日で営業終了[7]。

## 周辺情報
- ピフレ新長田

## 交通アクセス
- JR西日本 JR神戸線、神戸市営地下鉄 西神・山手線、海岸線 新長田駅から連絡通路で直結。